# Procryptocerus
Procryptocerus är ett släkte av myror. Procryptocerus ingår i familjen myror.

## Bildgalleri

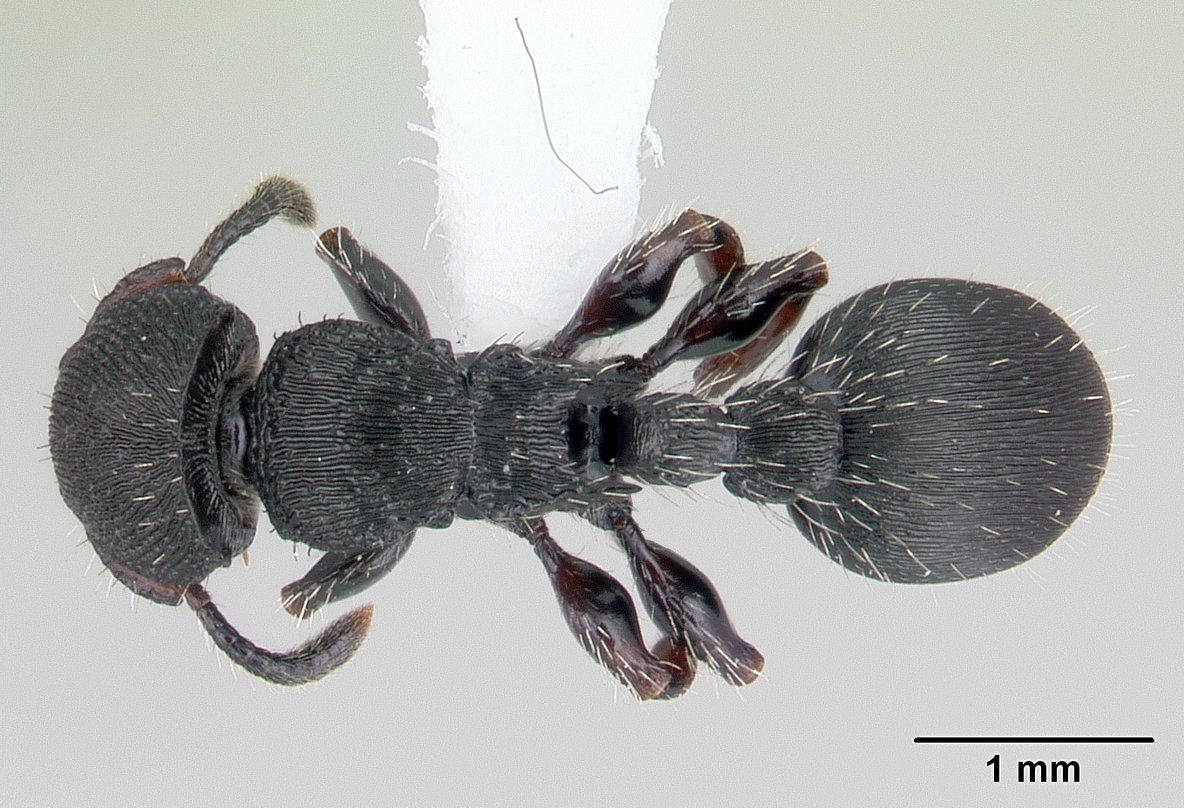
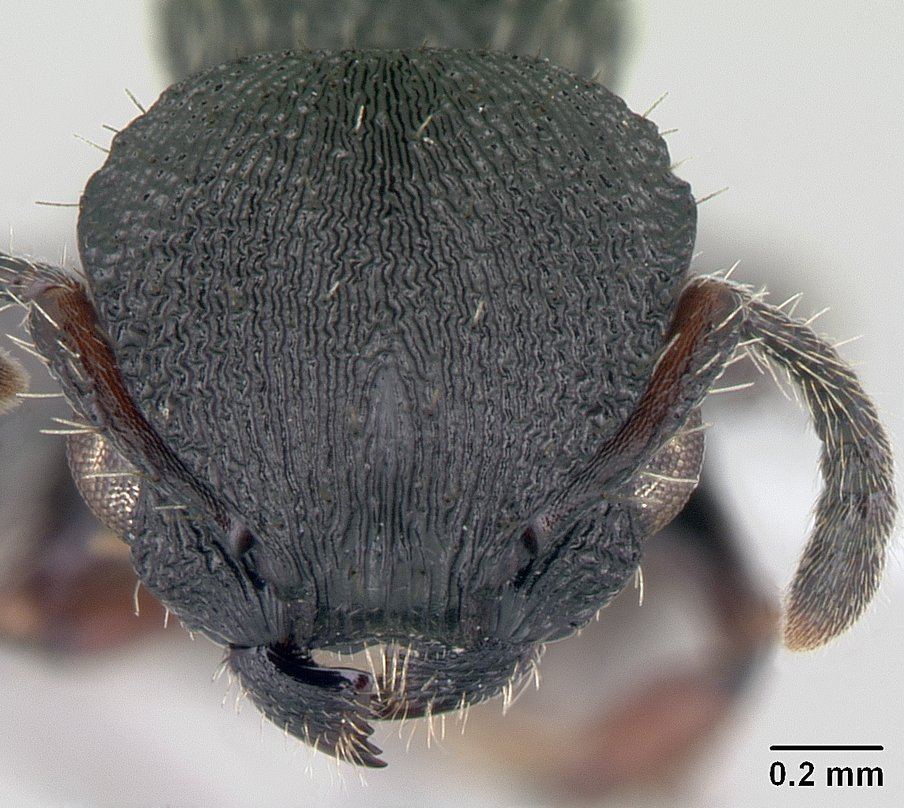
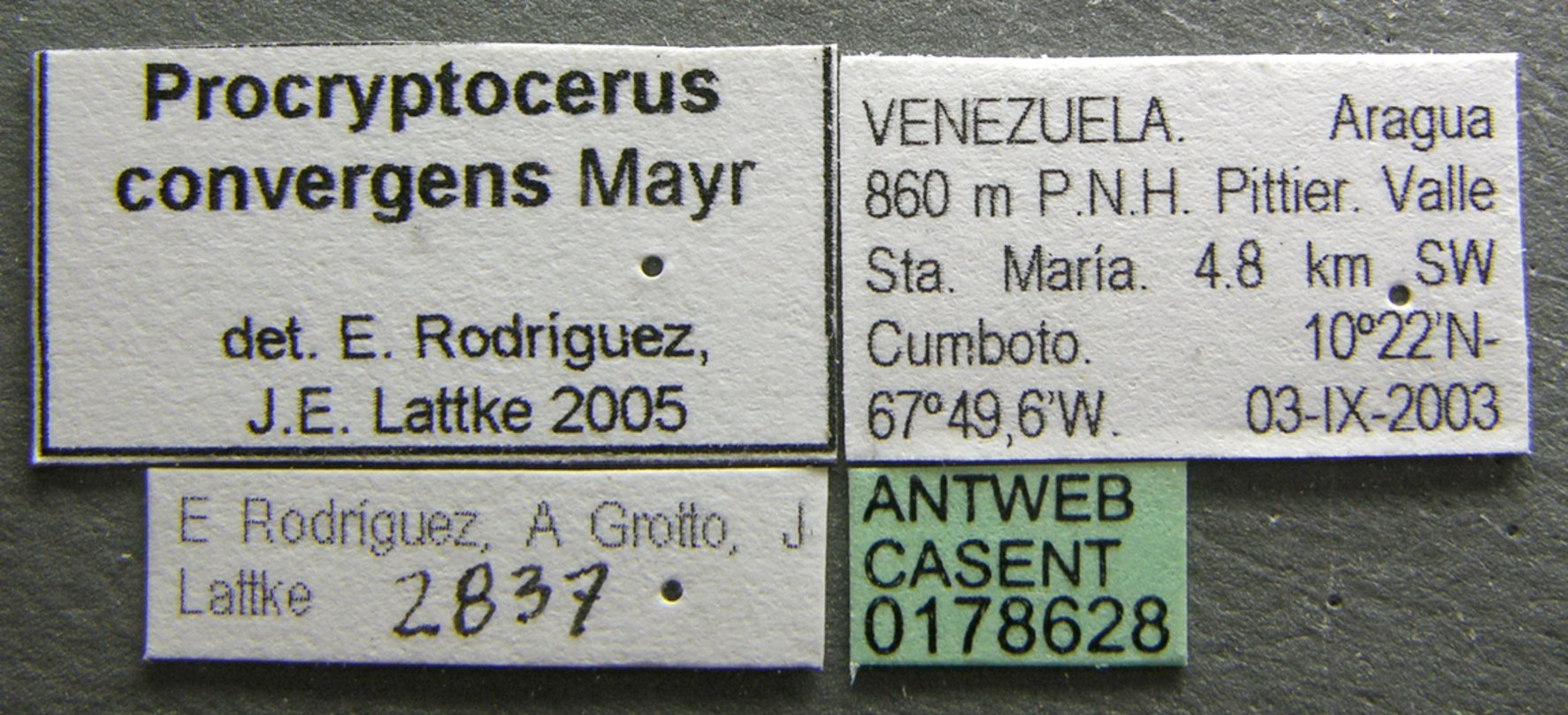
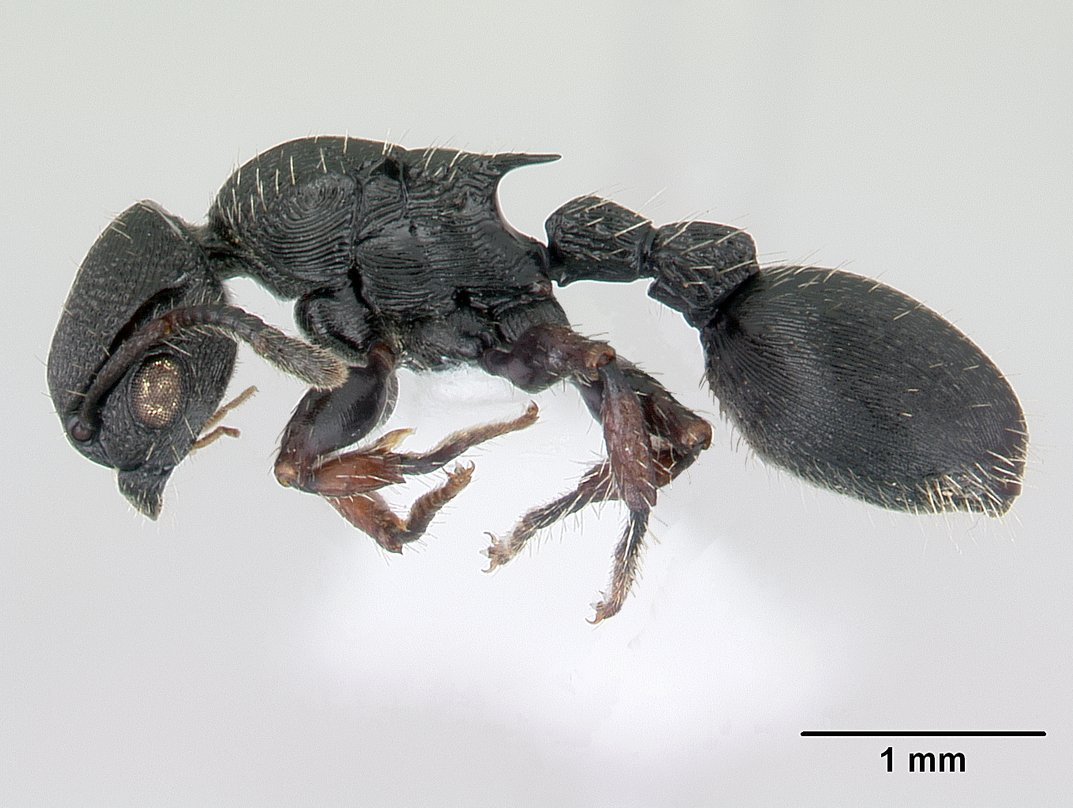
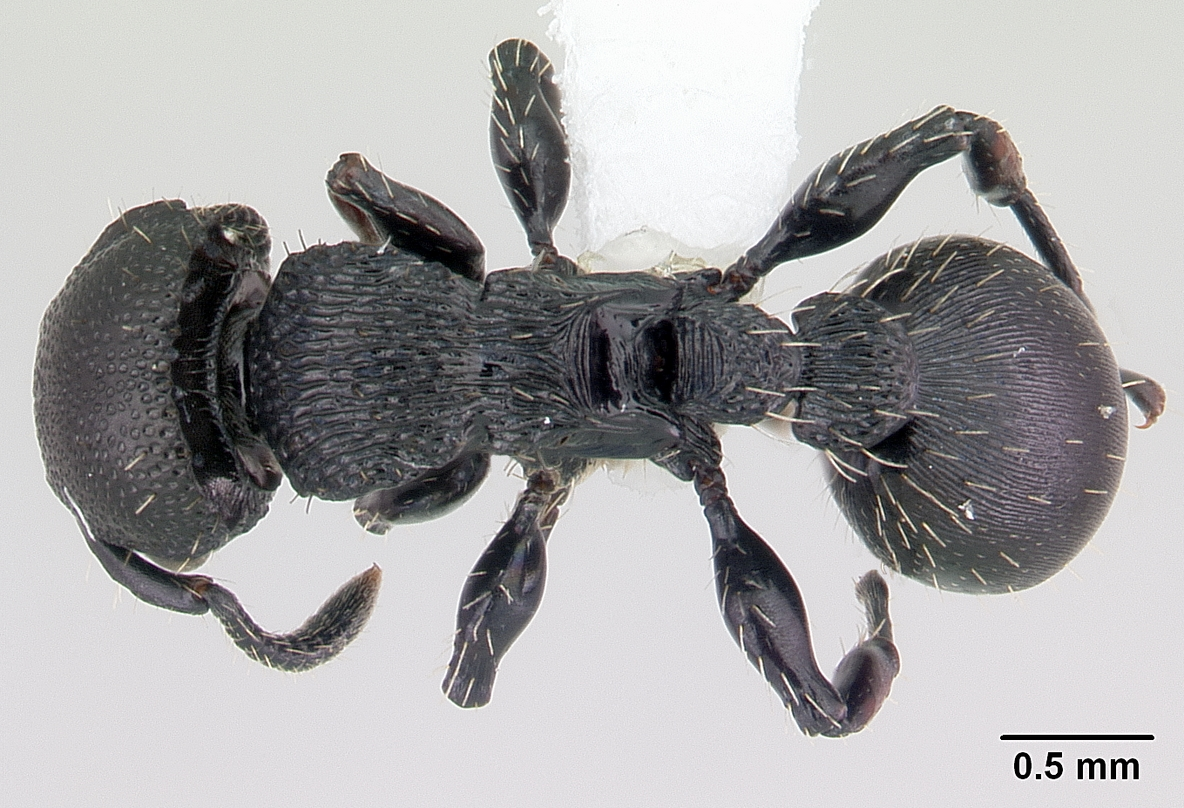
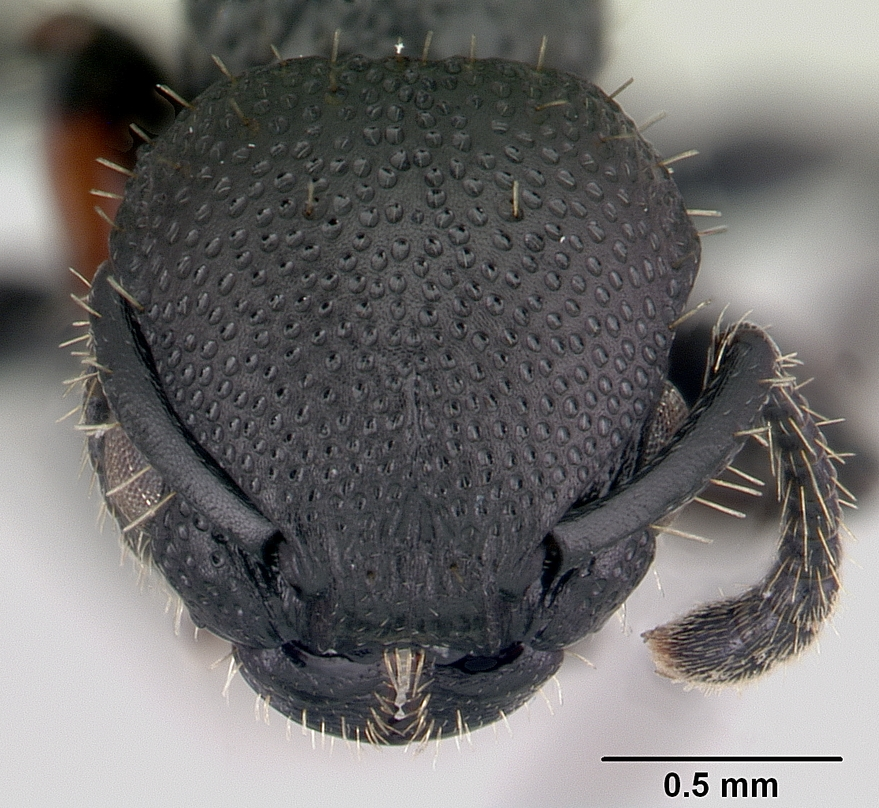

## Dottertaxa tillProcryptocerus, i alfabetisk ordning[1]
- Procryptocerus adlerzi
- Procryptocerus attenuatus
- Procryptocerus balzani
- Procryptocerus batesi
- Procryptocerus belti
- Procryptocerus carbonarius
- Procryptocerus clathratus
- Procryptocerus convergens
- Procryptocerus coriarius
- Procryptocerus curvistriatus
- Procryptocerus elegans
- Procryptocerus ferreri
- Procryptocerus gibbosus
- Procryptocerus goeldii
- Procryptocerus gracilis
- Procryptocerus hirsutus
- Procryptocerus hylaeus
- Procryptocerus lenkoi
- Procryptocerus lepidus
- Procryptocerus marginatus
- Procryptocerus mayri
- Procryptocerus montanus
- Procryptocerus paleatus
- Procryptocerus petiolatus
- Procryptocerus pictipes
- Procryptocerus regularis
- Procryptocerus rudis
- Procryptocerus sampaioi
- Procryptocerus scabriusculus
- Procryptocerus schmalzi
- Procryptocerus schmitti
- Procryptocerus seabrai
- Procryptocerus spiniperdus
- Procryptocerus spinosus
- Procryptocerus striatus
- Procryptocerus subpilosus
- Procryptocerus sulcatus
- Procryptocerus victoris
- Procryptocerus virgatus